# Бижбулякский заказник
Бижбулякский заказник (баш. Бишбүләк заказнигы) — государственный природный заказник по охране животного мира республиканского значения, расположенный в восточной части Бижбулякского района Республики Башкортостан.

## Обзор
Заказник организован в соответствии с Постановлением Совета Министров Башкирской АССР от 27 июля 1989 года N 154. Постановлением Правительства Республики Башкортостан от 25 августа 2005 года N 189 заказник закреплен за государственным бюджетным учреждением «Дирекция по особо охраняемым природным территориям Республики Башкортостан». Заказник образован с целью сохранения и увеличения численности ценных видов диких животных.
Заказник создан на участках лесного фонда и землях сельскохозяйственного назначения. Площадь заказника составляет 14 535 га.
Животный мир заказника представлен типично степными видами (сурок-байбак, степной хорь) и типично лесными видами (лось, косуля, куница). Список животных, встречающихся на территории заказника, довольно обширен и включает в себя около 60 видов млекопитающих и более 150 видов птиц.
Особой охране на территории заказника подлежат: лось, косуля сибирская, куница лесная, лисица, барсук, норка американская, хорь лесной, хорь степной, заяц-беляк, заяц-русак, тетерев, вальдшнеп, водоплавающая дичь. Из видов, занесенных в Красную книгу Республики Башкортостан, — сурок-байбак, серая куропатка, филин.